# Vaughn Greenwood
Vaughn Greenwood, född 19 januari 1944, död 18 december 2020, var en amerikansk seriemördare. Han skar halsen av elva personer mellan 1964 och 1975. Offren utvaldes slumpvis. I januari 1977 dömdes Greenwood till livstids fängelse.

## Offer
| Namn               | Ålder          | Kroppen påträffad |
| ------------------ | -------------- | ----------------- |
| Jesse Martinez     | 50             | 23 oktober 1978   |
| Benjamin Hornberg  | 67             | 14 november 1964  |
| Charles Jackson    | 46             | 1 december 1974   |
| Moses Yakanac      | 47             | 8 december 1974   |
| Arthur Dahlstedt   | 54             | 11 december 1974  |
| David Perez        | 42             | 22 december 1974  |
| Casimir Strawinski | 58             | 9 januari 1975    |
| Robert Shannahan   | 46             | 17 januari 1975   |
| Samuel Suarez      | 49             | januari 1975      |
| George Frias       | 45             | 29 januari 1975   |
| Clyde Hays         | 34             | 31 januari 1975   |
| William Graham     | Uppgift saknas | Överlevde         |